# Narosoideus flavidorsalis
Narosoideus flavidorsalis är en fjärilsart som beskrevs av Otto Staudinger 1887. Narosoideus flavidorsalis ingår i släktet Narosoideus och familjen snigelspinnare. Inga underarter finns listade i Catalogue of Life.